# マーカス・スティーブン
マーカス・アジェマダ・スティーブン（Marcus Ajemada Stephen、1969年10月1日 - ）は、ナウルの政治家で、元大統領（第27代）。かつては世界的な重量挙げ選手だったことでも知られている。

## 経歴

### スポーツ選手
当初はオージーフットボールのローカルチームの選手として活躍していたが、後に重量挙げの選手へ転身した。1989年に、ナウルウエイトリフティング協会（NWF）が設立され、当時のナウルにおける唯一のトップクラスの重量挙げ選手であったスティーブンに国際的に競争する機会を与えた。
1992年にはバルセロナオリンピックに参加したが、当時のナウルにはオリンピック委員会が設置されていなかった為、サモアの市民権を獲得し、サモア代表として参加した。1993年にはナウルにおいてもオリンピック委員会が設立された事から、スティーブンはアトランタオリンピックとシドニーオリンピックにおいては、長年の念願だったナウルの代表として参加することが叶った。
シドニーオリンピックの際は、ナウルにおいて僅かな間ながら聖火ランナーとしての大役を果たす事ができた。
特にコモンウェルスゲームズでの活躍は目覚しく、1990年大会の60kg級では金メダルを獲得した。1994年大会の59kg級、1998年大会の62kg級では、それぞれ3つの金メダルを獲得した。最後の参加となった2002年大会においては、62kg級で3つの銀メダルを獲得した。

### 政治家
1997年以降は、ナウルオリンピック委員会において会計の業務を担当していた。2003年5月3日に、スティーブンはエウァ地区及びアネタン地区において215票以上の得票数を獲得し、ナウル議会に当選した。
レネ・ハリスが大統領を務めていた2003年8月8日から2004年6月22日までは、文部大臣と大蔵大臣を務めた（ルドウィグ・スコッティの大統領就任と同時に解任）。2004年10月には、議会に再選された。
ナウルが2005年6月15日に国際捕鯨委員会（IWC）に加入した事に伴い、スティーブンはナウル代表の候補者となり、同月に韓国の蔚山で開催されたIWC会議にナウル代表として参加した。
2007年8月の選挙においても再選された。8月28日に、スコッティ大統領に対する不信任案が持ち上がった際、スティーブンは大統領候補として立ったが、不信任案は否決され、スコッティは再選された。
しかし、2007年12月19日にスコッティ大統領に対する不信任案が可決した後、スティーブンはナウル大統領として宣誓した。

## 大統領職
就任時は38歳で大統領に就任したスティーブンは、閣僚の面々の大幅な若返りを実行し、国民からも一定の評価を得る事ができた。
しかし、スコッティ前大統領の頃から開始された、直接選挙による大統領選出を実現するための憲法改正協議に関しては、議会の妨害に遭い続け、実現できないままとなっている。
2008年3月には、不信任案が議会に提出され、議長の辞任によって廃案となったものの、国内では警察署が放火されるなど、暴動が発生する事態にまでなった。
2011年11月10日に、野党から汚職疑惑を追及される中で大統領職を辞任。リン酸取引で不当に利益を得ようとしたかどで責め立てられたが、本人は事実無根のでたらめと否定していた。大統領職は辞したものの、国会議員には留まった。